# Relações entre Arábia Saudita e Índia

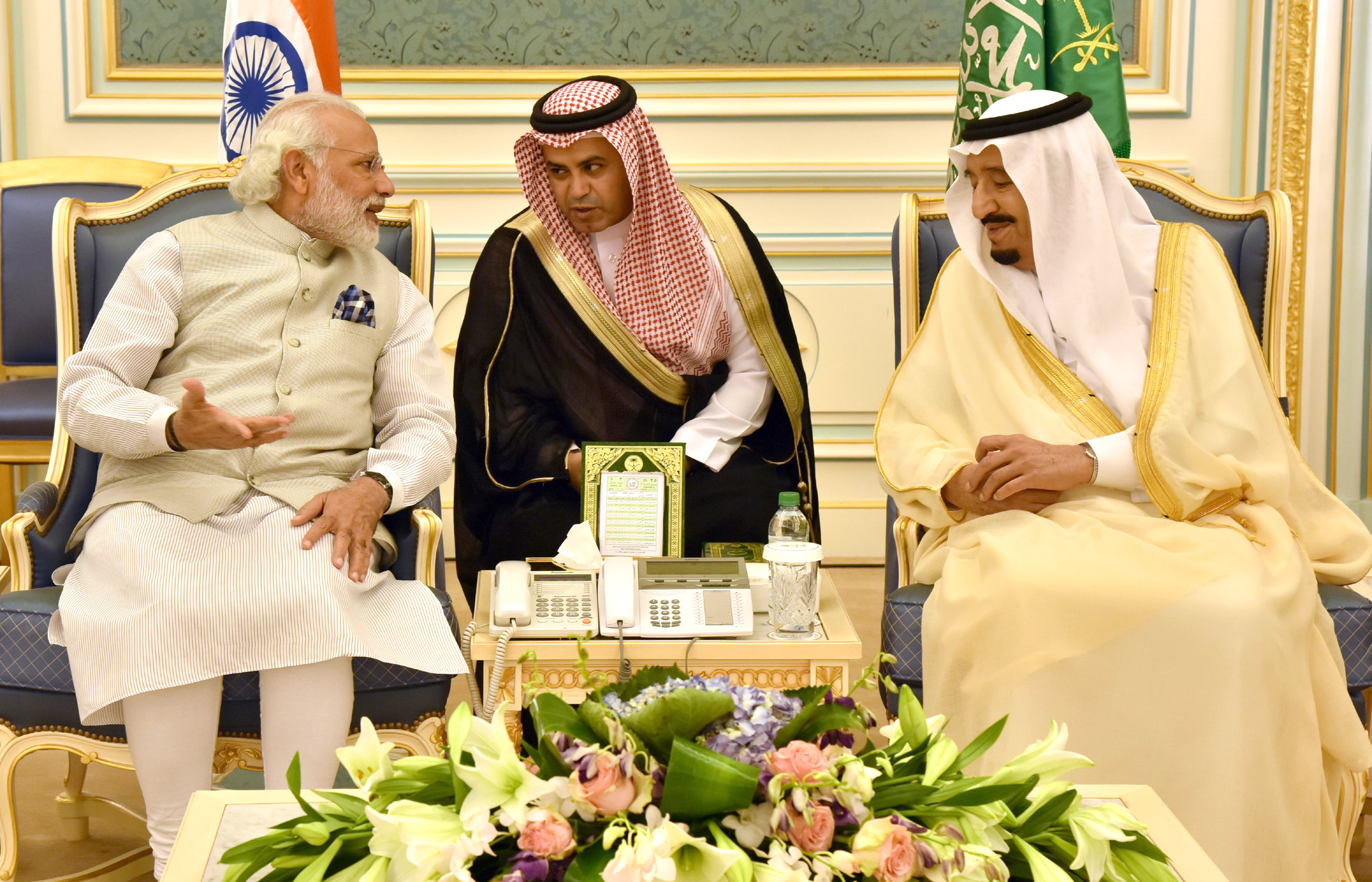
O primeiro-ministro da Índia, Narendra Modi, em um encontro diplomático com o rei Salman da Arábia Saudita, em 2016.

As relações entre Arábia Saudita e Índia são as relações diplomáticas estabelecidas entre o Reino da Arábia Saudita e a República da Índia. Os dois países, de modo geral, desfrutam de relações cordiais e amigáveis desde o seu estabelecimento, em 1947, sendo seguido por visitas diplomáticas de alto nível de ambos os lados.

## Indianos na Arábia Saudita
A imigração surgiu como um pilar chave das relações bilaterais. A história moderna de oportunidades de emprego no exterior para trabalhadores indianos na Arábia Saudita começou após o primeiro boom do preço do petróleo entre 1973 e 1974. Inicialmente, apenas alguns milhares, hoje os trabalhadores indianos constituem a maior comunidade de expatriados do Reino, totalizando cerca de 3,06 milhões. Geralmente atuam no ramo da construção civil ou como empregados domésticos. O reino saudita sofre uma grande pressão da comunidade internacional devido ao tratamento, muitas vezes desumano, dispensado a estes trabalhadores, que têm os seus passaportes confiscados por seus empregadores e chegam a trabalhar mais de 12 horas diárias, em condições precárias.